# 何金龍

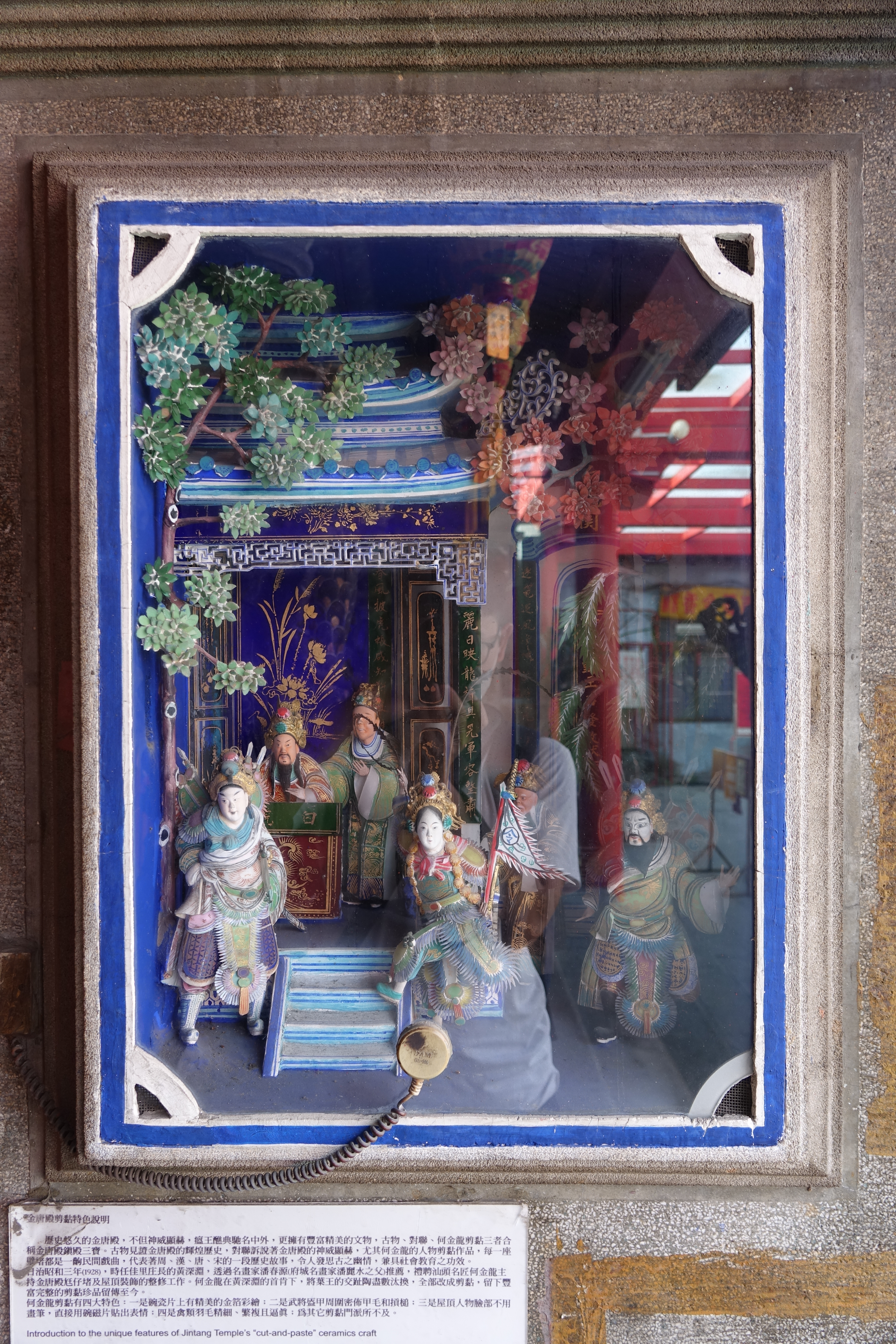
佳里金唐殿的何金龍作品。

何金龍（1880年—1953年），字翔雲，中國剪粘匠師，廣東潮汕人:50。曾來臺修築過學甲慈濟宮、佳里金唐殿等廟宇，並收了唯一一個臺灣弟子王石發。其工作地點除了廣東汕頭、普寧、惠來、潮陽等地外，還遠到泰國、柬埔寨等地。他與另一名匠洪坤福有「南何北洪」之稱。

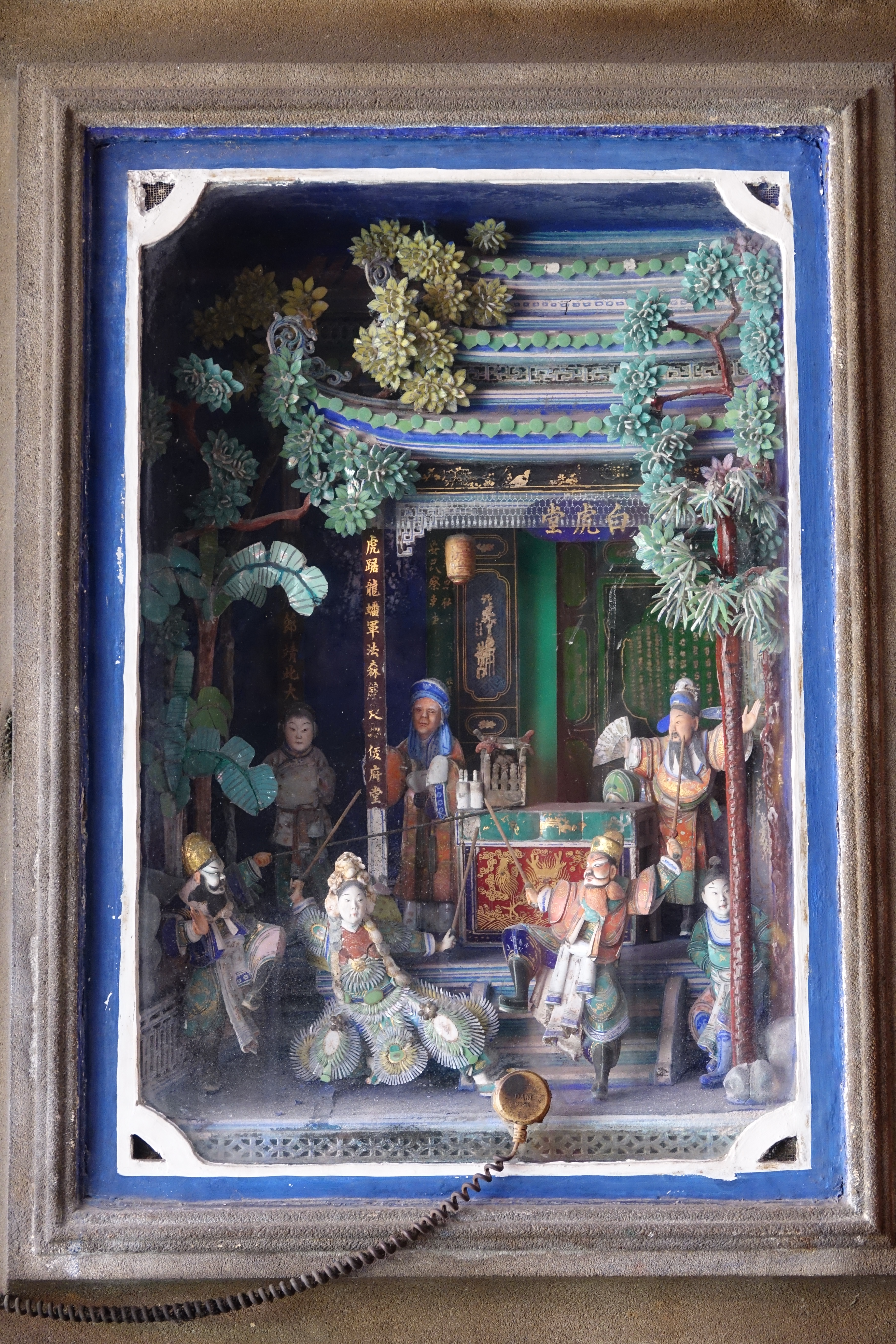
佳里金唐殿的何金龍作品。

其作品中為人熟知且讚賞的技法為「摃槌」和「甲毛」。「摃槌」是將瓷片剪成類似火柴棒，末端弄成小圓點，大小像是針一般的做法；「甲毛」為把瓷片剪成月牙形細毛形狀的技法。這兩種技法製成的部件，多半是用來裝飾武將的戰甲下擺。

## 生平
何金龍出生於清光緒六年（1880年）的廣東省潮州府普寧縣田心村（今廣東省普寧市雲落鎮田心村），自小家境貧苦:50。在母親支持下，何金龍向潮汕名師陳武升學習繪畫與剪黏技巧，時間約有3年4個月:50。光緒廿五到廿九年（1899年-1903年），隨師傅參與汕頭存心善堂興建時，因為與潮汕剪黏師傅吳丹成對場競技而成名:21。
臺灣日治時期昭和初年，何金龍受邀來臺工作，先是在1927年參與學甲慈濟宮的整修工作，之後參與數間廟宇的工作，直到1933年完成臺東天后宮工作後，才在農曆年前帶著在臺灣所收的弟子王石發離開臺灣。在這次離開後，何金龍就再也沒造訪臺灣:51。
關於何金龍之所以會受邀來臺的原因，有一說是臺南畫師潘春源推薦，另一說是學甲慈濟宮原本要委託何金龍的師兄，但對方認為何金龍的手藝更好而將何金龍推薦給廟方。
1937年，何金龍同村親戚在南洋接下工作，請何金龍前往安南和洋人拚場:51。工程完工後因為戰亂，何金龍與家人遂留在南洋發展，晚年定居在柬埔寨金邊:51。1953年，何金龍於金邊逝世:50。

## 工作經歷
以下列出何金龍曾參與的工作經歷:50：
| 工作場所       | 時間          | 備註                                                                                         |
| -------------- | ------------- | -------------------------------------------------------------------------------------------- |
| 學甲慈濟宮     | 1927年─1929年 |                                                                                              |
| 謝有利宅       |               | 謝有利是學甲慈濟宮董事，何金龍在進行該廟工作時，免費為興建中的謝宅繪製大廳一部分的壁堵彩繪。 |
| 佳里金唐殿     | 1928年        | 保留最多完整剪黏作品                                                                         |
| 苓子寮保濟宮   | 1928年        |                                                                                              |
| 臺南竹溪寺     | 1930年─1931年 |                                                                                              |
| 昆沙宮         | 1931年        |                                                                                              |
| 臺東天后宮     | 1932年─1933年 |                                                                                              |
| 泰國沈氏書堂   |               |                                                                                              |
| 柬埔寨金邊王宮 |               |                                                                                              |

## 弟子
何金龍的技藝除了傳授給兩個兒子何海洲、何海瑤外，還有陳子秋、王維單、楊清泉、周俊興、陳如遜、王石發等人。其中王石發是目前僅知唯一的臺灣人弟子。

## 其他
何金龍工作時不愛說話，技藝不輕易傳授他人:50。何金龍在臺南昆沙宮工作時，有次剪黏匠師葉鬃前來參觀，他遂用布將工具材料覆蓋起來，不讓同行知道他工作的詳情:50。潘麗水對何金龍的印象是「很愛乾淨，捏偶時偶上覆布」:50。據佳里人李清河的說法，他14歲時會趁著中午休息去金唐殿看匠師工作，那時何金龍總是會給來廟裡玩的小孩餅乾糖果吃:51。
他與潘春源關係良好，潘家後代留有何金龍製作的人物畫屏:51。臺南畫師陳玉峰曾向何金龍問學，陳家後代保存何金龍的畫稿與一尊交趾陶人物塑像:51。